# 1699
سنة 1699 كانت سنة بسيطة تبدأ يوم الخميس (الرابط يظهر نموذج التقويم الكامل للسنة) من التقويم الميلادي، وسنة بسيطة تبدأ يوم الأحد من التقويم اليولياني.

## أحداث
- نهاية الحرب التركية العظمى في 1699 والتي بدأت في 1683.

## مواليد
- توماس لونغمان، ناشر إنجليزي.
- سامسون جدعون.
- ماركيز دي بومبال.
- باجي راو الأول.
- برنار دو جوسيو.
- شمس الدين رفيع الدرجات.
- عالمكير الثاني.
- عثمان الثالث.
- قاسم الرامي.
- كرستيان السادس ملك الدنمارك.
- ماستاني.

## وفيات
- عبد الملك العصامي مؤرخ من أهل مكة.
- محمد بن قاسم البقري.
- ماريا صوفيا من نيوبورغ.
- جان راسين.
- وحيد القزويني.
- يوسف التاج الخلوتي.